# Касимовское шоссе (Рязань)
Каси́мовское шоссе — улица в Советском районе города Рязани. Начинается от улицы Фирсова. Продолжением Касимовского шоссе от перекрёстка с улицей Советской Армии является Большая улица.

## История
Нынешнее Касимовское шоссе появилось в начале XIX века как дорога, соединяющая Рязань с Касимовом и проходящая от центра города через пригородные сёла Кально́е, Шереметьево-Песочня и Дядьково. С 1960-х годов в начале улицы появились промышленные, автотранспортные и коммунальные предприятия, а в конце десятилетия в район Кально́е пришла многоэтажная жилая застройка. Сельские дома Кально́го по северной стороне шоссе были снесены, на их месте появились кварталы пятиэтажных домов.
Дальнейшая застройка Касимовского шоссе происходила в районе Дашково-Песочня. В середине 1970-х годов между деревнями Дашково-Песочня и Черезово-Песочня были выстроены благоустроенные жилые кварталы Рязанского автоагрегатного завода (ЗИЛ) и микрорайона № 1. Касимовское шоссе было продолжено по северной границе этих кварталов.

## Примечательные здания

### По нечётной стороне
- Дом № 9 — здание МП «Водоканал города Рязани»[2];

- Дом № 11 — филиал «Рязаньэнерго» «Приокские электрические сети»;

- Дом № 25/2 — студенческий театр Рязанского государственного университета «Переход»[3];

- Дом № 25, к. 3 — магазин «Мир колеса»;

- Дом № 57 — картинная галерея художника А. Н. Миронова[4];

- Дом № 65 — дом молитв Евангельских христиан-баптистов;

- Дом № 67а — бизнес-центр «Сфера»

### По чётной стороне
- Дом № 8, к. 1 — медицинский центр доктора Бубновского;

- Дом № 32, к. 5 — галерея ручных енотов «Енотсбург»[5];

- Дом № 38 — подстанция скорой медицинской помощи;

- Дом № 38Б — средняя школа № 59;

- Дом № 40А — детский сад № 150 «Улыбка»;

- Дом № 48А — детский сад № 138;

- Дом № 50А — детский сад № 147;

## Транспорт
Разделение Касимовского шоссе на два неравнозначных участка отразилось и на общественном транспорте. До перекрёстка с улицей Советской Армии проходят почти все маршруты, связывающие Дашково-Песочню с другими районами города. После улицы Советской Армии проходит лишь один автобусный маршрут № 20.
| Маршруты общественного транспорта на Касимовском шоссе (март 2023 г.) | Маршруты общественного транспорта на Касимовском шоссе (март 2023 г.) | Маршруты общественного транспорта на Касимовском шоссе (март 2023 г.) | Маршруты общественного транспорта на Касимовском шоссе (март 2023 г.) |
| Остановка Общественного Транспорта                                    | Троллейбусы                                                           | Автобусы                                                              | Примечание                                                            |
| --------------------------------------------------------------------- | --------------------------------------------------------------------- | --------------------------------------------------------------------- | --------------------------------------------------------------------- |
| Электросеть                                                           | 3, 13                                                                 | 8, 23                                                                 |                                                                       |
| Кально́е                                                               | 3, 13                                                                 | 6, 8, 16, 17, 20, 23                                                  |                                                                       |
| Касимовское шоссе                                                     | 3, 13                                                                 | 6, 8, 16, 17, 20, 23                                                  |                                                                       |